# American Indoor Football Association
L'American Indoor Football Association (AIFA) è una lega professionistica di football a 8 fondata nel 2006.
La nascita della lega coincide con la fine della American Indoor Football League (AIFL), dal momento che tutte le squadre di questa aderirono all'AIFA.
I fondatori e proprietari dell'AIFA sono John Morris e Michael Mink.

## Storia
L'Atlantic Indoor Football League partì nel 2005 con sei squadre negli USA orientali.
Due formazioni giocarono sempre in trasferta e la regular season fu ridotta di due settimane per problemi agli impianti.
Nell'off-season 2006 la lega cambiò nome in American Indoor Football League e aderirono altre dieci squadre.
Due squadre però fallirono e la lega usò formazioni semi-pro per riempire i buchi nel calendario.
La lega fu acquisita dalla Greens Worldwide, Inc., già proprietaria della North American Football League, ma questa abbandonè presto il contratto.
Nove squadre lasciarono la lega dopo la stagione. Il 2 ottobre 2006 fu creata l'AIFA, cui aderirono tutti i team AIFL rimanenti.
Nove squadre si aggiunsero al gruppo nell'offseason 2006-07 portando il numero totale a 15.
Nel 2007 sono stati giocati tutti gli incontri previsti senza che alcuna squadra fallisse.
L'AIFA Championship Bowl I si è tenuto a Florence Carolina del Sud.
A fine stagione due squadre hanno lasciato la lega, ma altre sei hanno firmato per entrarvi dal 2008.
Nel 2007 la squadra più ad ovest era nel Mississippi, nel 2008 in Arizona.
Nello stesso anno l'AIFA annuncia un contratto di 3 anni per la trasmissione TV, via cellulare e webcast con la Simply 4Me Incorporated.
Dopo un anno di sospensione del campionato nel 2011, la lega è tornata attiva nel 2012.
I campioni in carica sono i Cape Fear Heroes.

## Squadre attuali
| American Indoor Football | American Indoor Football | American Indoor Football                     | American Indoor Football | American Indoor Football | American Indoor Football | American Indoor Football |
| Squadra                  | Città/Area               | Stadio                                       | Fond.                    | AIFA dal                 | Allenatore               |                          |
| Eastern Conference       | Eastern Conference       | Eastern Conference                           | Eastern Conference       | Eastern Conference       | Eastern Conference       | Eastern Conference       |
| ------------------------ | ------------------------ | -------------------------------------------- | ------------------------ | ------------------------ | ------------------------ | ------------------------ |
| Cape Fear Heroes         | Fayetteville, NC         | Cumberland County Crown Coliseum             | 2011                     | 2012                     | Charles Gunnings         |                          |
| Carolina Force           | Concord, NC              | Cabarrus Arena & Events Center               | 2012                     | 2012                     | Kent Merideth            |                          |
| Harrisburg Stampede      | Harrisburg, PA           | Pennsylvania Farm Show Complex & Expo Center | 2007 (AIFL)              | 2012                     | Bernie Nowartarski       |                          |
| Macon Steel              | Macon, GA                | Macon Coliseum                               | 2012                     | 2012                     |                          |                          |
| Maryland Reapers         | Laurel, MD               | The Gardens Ice House                        | 2011                     | 2012                     | Matthew Steeple          |                          |
| Tri-State Redhawks       | Baltimora, MD            | Travel team                                  | 2012                     | 2012                     |                          |                          |
| Virginia Badgers         | Fredericksburg, VA       | Travel team                                  | 2011                     | 2012                     | Adwela Dawes             |                          |
| Western Conference       |                          |                                              |                          |                          |                          |                          |
| California Eagles        | Stockton, CA             | Stockton Arena                               | 2011                     | 2012                     | David Mairs              |                          |
| Alameda County Knights   | Castro Valley, CA        | Travel team                                  | 2012                     | 2012                     | Anthony                  |                          |
| Ontario Warriors         | Ontario, CA              | Citizens Business Bank Arena                 | 2011                     | 2012                     | Keith Evans              |                          |
| Sin City Blackjacks      | Las Vegas, NV            |                                              | 2011                     | 2012                     | Anthony Bartley          |                          |

## Albo d'oro
- 2005: Richmond Bandits 56-30 Erie Freeze
- 2006: Canton Legends 61-40 Rome Renegades
- 2007: Lakeland Thunderbolts 54-49 Reading Express
- 2008: Florence Phantoms 48-12 Wyoming Cavalry
- 2009: Reading Express 65-42 Wyoming Cavalry
- 2010: Baltimore Mariners 57-42 Wyoming Cavalry
- 2012: Cape Fear Heroes 79-27 California Eagles
- 2013: Harrisburg Stampede 52-37 Cape Fear Heroes
- 2014: Baltimore Mariners 45-44 Cape Fear Heroes
- 2015: York Capitals 58-30 Chicago Blitz
- 2016: Columbus Lions 74-32 West Michigan Ironmen

## Franchigie defunte
- Arctic Predators, di Wasilla (Alaska)
- Augusta Colts, originariamente chiamati Augusta Spartans
- Baltimore Blackbirds
- Baltimore Mariners
- Canton Legends
- Carolina Ghostriders - (anche come Carolina Sharks, AIFL Ghostriders, e indirettamente come Greensboro Ghostriders).
- Chattahoochee Valley Vipers
- Danville Demolition
- Daytona Beach Thunder
- D.C. Armor
- Erie Freeze
- Florence Phantoms
- Florida Stingrays
- Gulf Coast Raiders
- Huntington Heroes
- Johnstown Riverhawks
- Mississippi MudCats
- Montgomery Bears
- New Jersey Revolution
- New Mexico Wildcats
- Ogden Knights
- Raleigh Rebels
- Richmond Bandits
- Rome Renegades
- Springfield Stallions
- Steubenville Stampede
- Syracuse Soldiers, conosciuti anche come Binghamton Brigade
- Tallahassee Titans
- Tucson Thunder Kats
- Utah Saints
- Yakima Valley Warriors

## Squadre non più nella AIFA
- Baltimore Blackbirds - Hanno lasciato la lega e ne stanno cercando un'altra. Secondo la AIFA è stata espulsa
- Springfield Stallions - stavano per aderire ma poi sono andati alla CIFL, dove sono falliti
- Tallahassee Titans - Uscirono dalla lega dopo non aver raggiunto un accordo per il 2008. Ha firmato con la WIFL, poi fallita. Non è riuscita a soddisfare i requisiti AIFA per il 2008.
- Erie Freeze - La lega non ha offerto loro un contratto per giocare in seguito a problemi sulla proprietà.
- Wyoming Cavalry - Passati alla Indoor Football League.